# Kasteel Evenburg
Het Kasteel Evenburg (Duits Schloss Evenburg) is een waterslot, dat ligt ten zuiden van het plaatsje Loga, gemeente Leer in de gelijknamige Landkreis Leer in de deelstaat Nedersaksen in Duitsland, aan de rivier de Leda.
Het kasteel werd in de jaren 1642 en 1650 gebouwd door de Nederlandse kolonel (Baron) Erhard von Ehrentreuter van Hofrieth (1596-1664), commandant van het Nederlandse garnizoen in Emden. Hij liet het kasteel bouwen voor zijn vrouw Eva von Ungnad.
Marie van Ehrentreuter (1633-1702), de jongste dochter van de bouwer, trouwde met Gustav Wilhelm Freiherr von Wedel (1641-1717), een inwoner van Koningsbergen, die later als veldmaarschalk in dienst was van de Deense koning Christiaan V. Onder koning Christiaan VI werd hij gouverneur van Oldenburg. In 1684 kocht hij het graafschap Jarlsberg bij Oslo in Noorwegen aan. Hierdoor kreeg hij de titel van graaf. In Loga staat ook Philippsburg, een ander kasteel dat in het bezit was van de familie van Wedel.
Het huidige negentiende-eeuwse aanzien is te danken aan Carl Georg von Wedel en architect Richard Stüve, die slot Evenburg in 1861-1862 in de stijl van de vroege neogotiek verbouwde, met zowel elementen uit de Engelse Tudorgotiek als de Noord-Duitse Hanzegotiek. Stüve, een leerling van Ernst Ebeling aan de (voorloper van) de Polytechnische School in Hannover, ontwierp ook het fraaie Organeum in Weener (1870-1873), eveneens dicht bij de Nederlandse grens gelegen 
Bij het kasteel horen een voorburcht uit 1703 en twee boerderijen, de Meierhof en de Elfriedenhof. Tijdens de Tweede Wereldoorlog zijn het kasteel en de bijbehorende panden flink beschadigd en na de oorlog vereenvoudigd gerenoveerd. In 1975 kwam de Landkreis Leer in het bezit van het kasteel, waarna het uitgebreid werd gerenoveerd. Het park rond om de burcht is een Engels landschapspark, dat vrij toegankelijk is voor wandelaars.
Tot 2011 was in het kasteel een school voor leraren gehuisvest. Sedertdien is een gedeelte van het gebouw een museum, met regelmatig prestigieuze, tijdelijke tentoonstellingen. Ook worden er regelmatig concerten gehouden. Het kasteel is te bezichtigen tijdens georganiseerde rondleidingen.

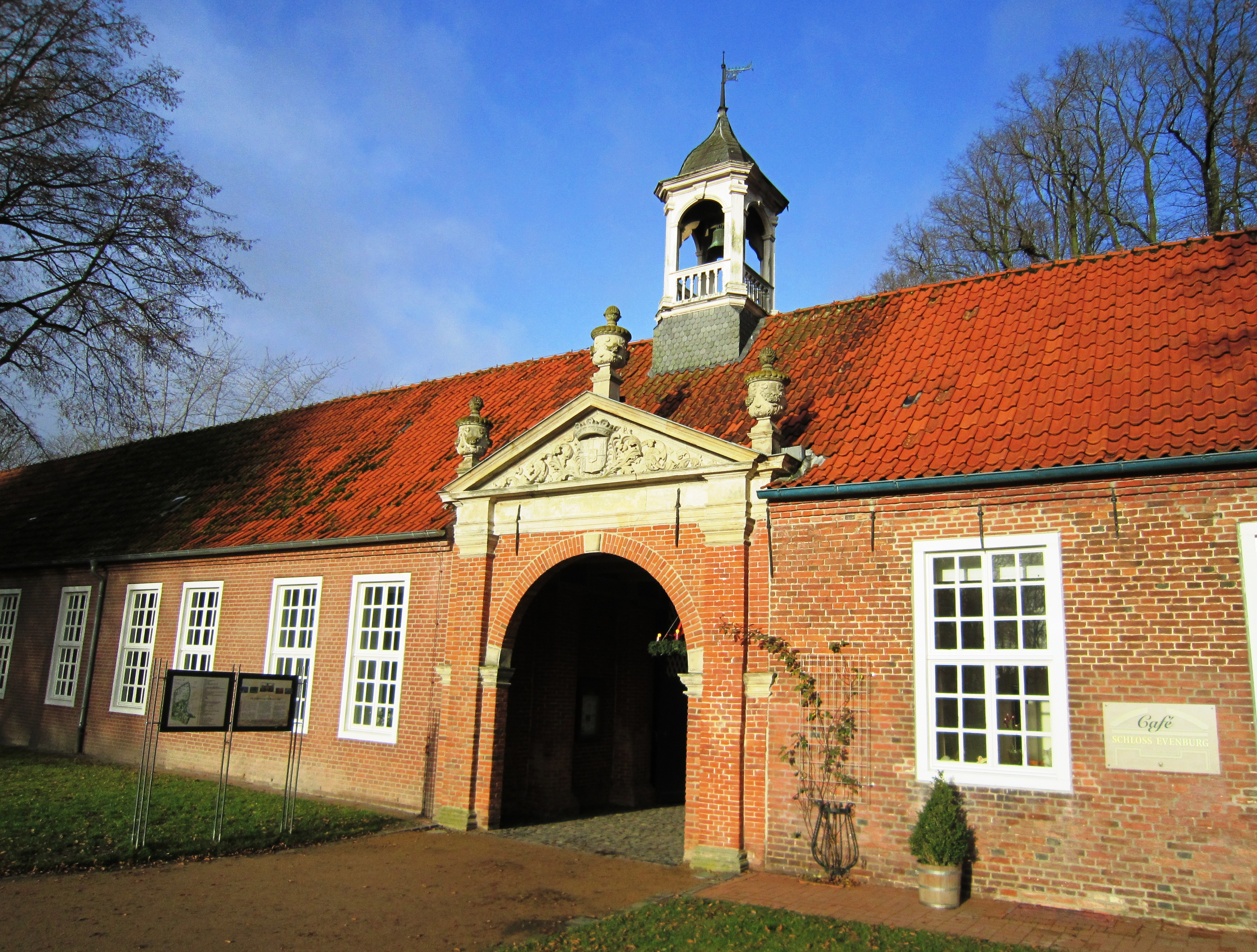
De voorburcht
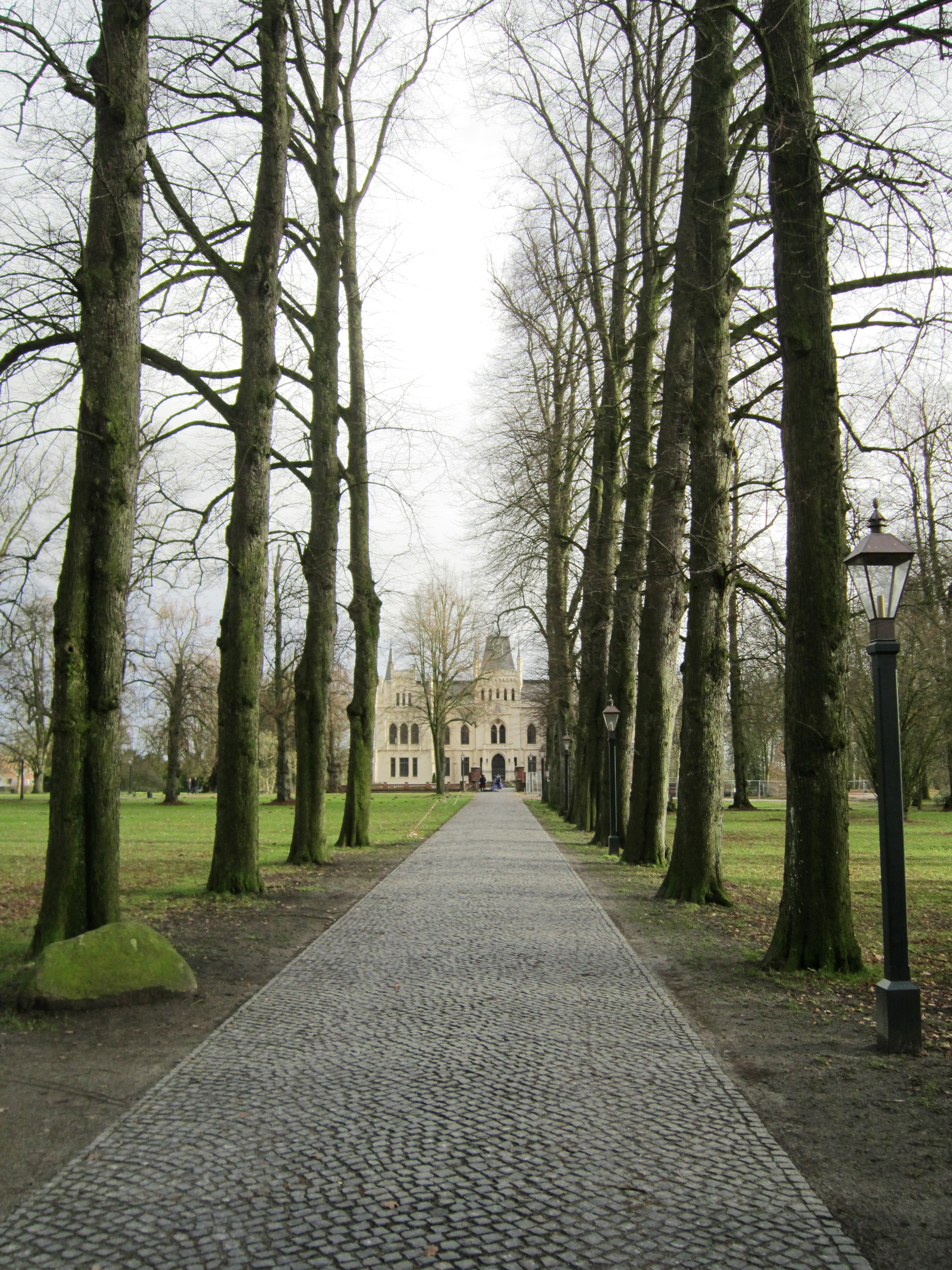
De toegangsweg naar de burcht
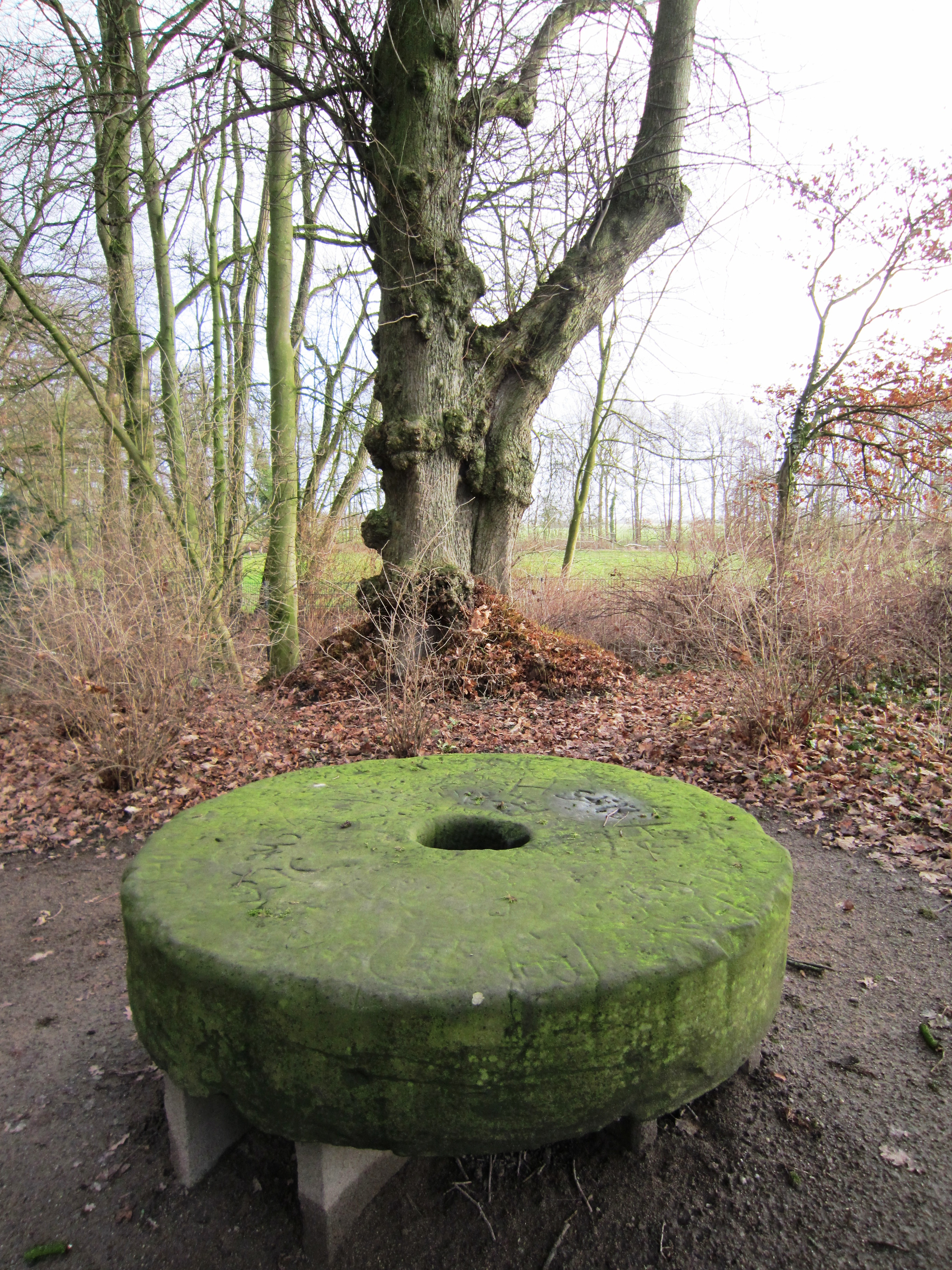
Molensteen in het park
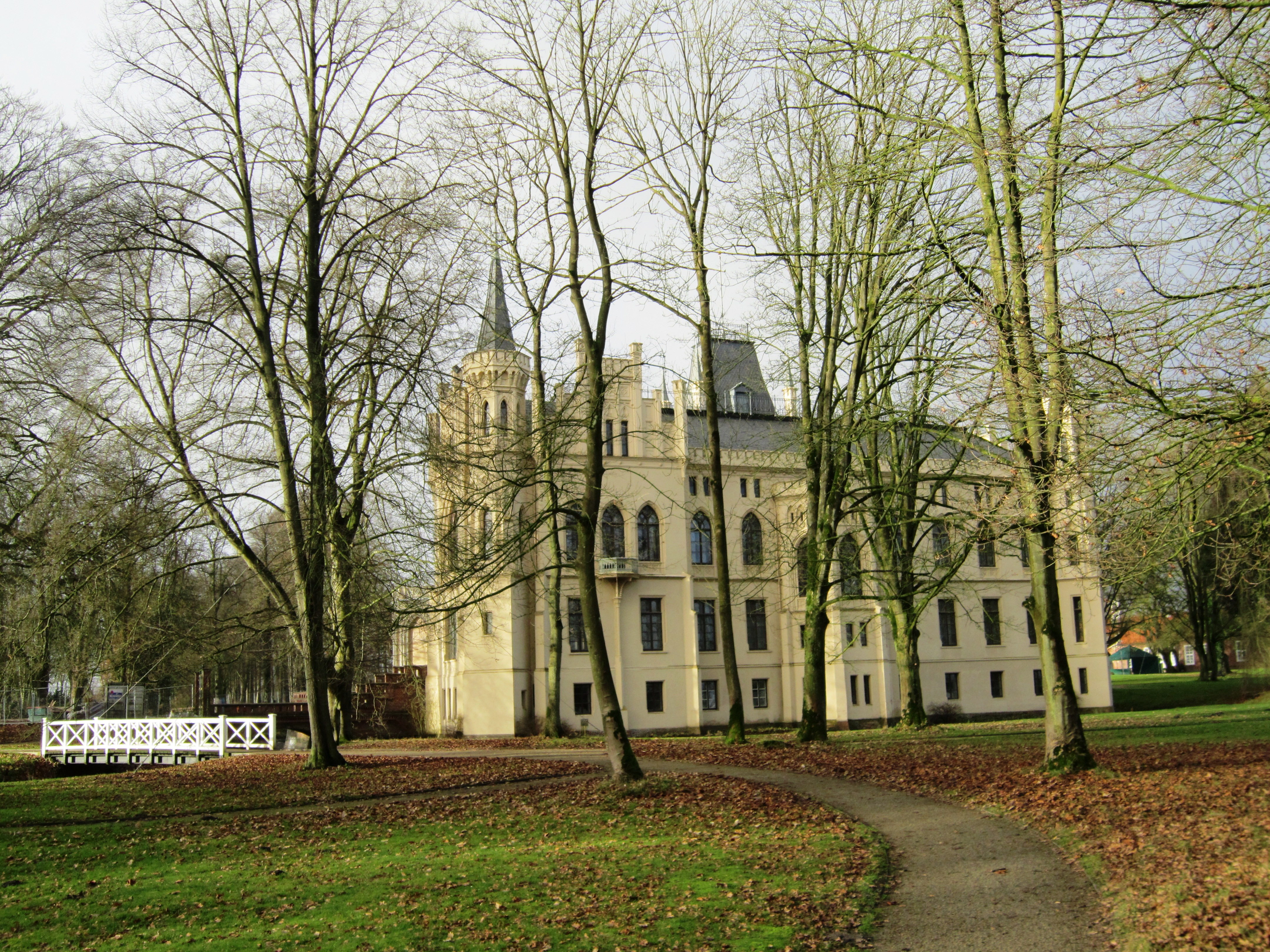
Het park rondom de burcht
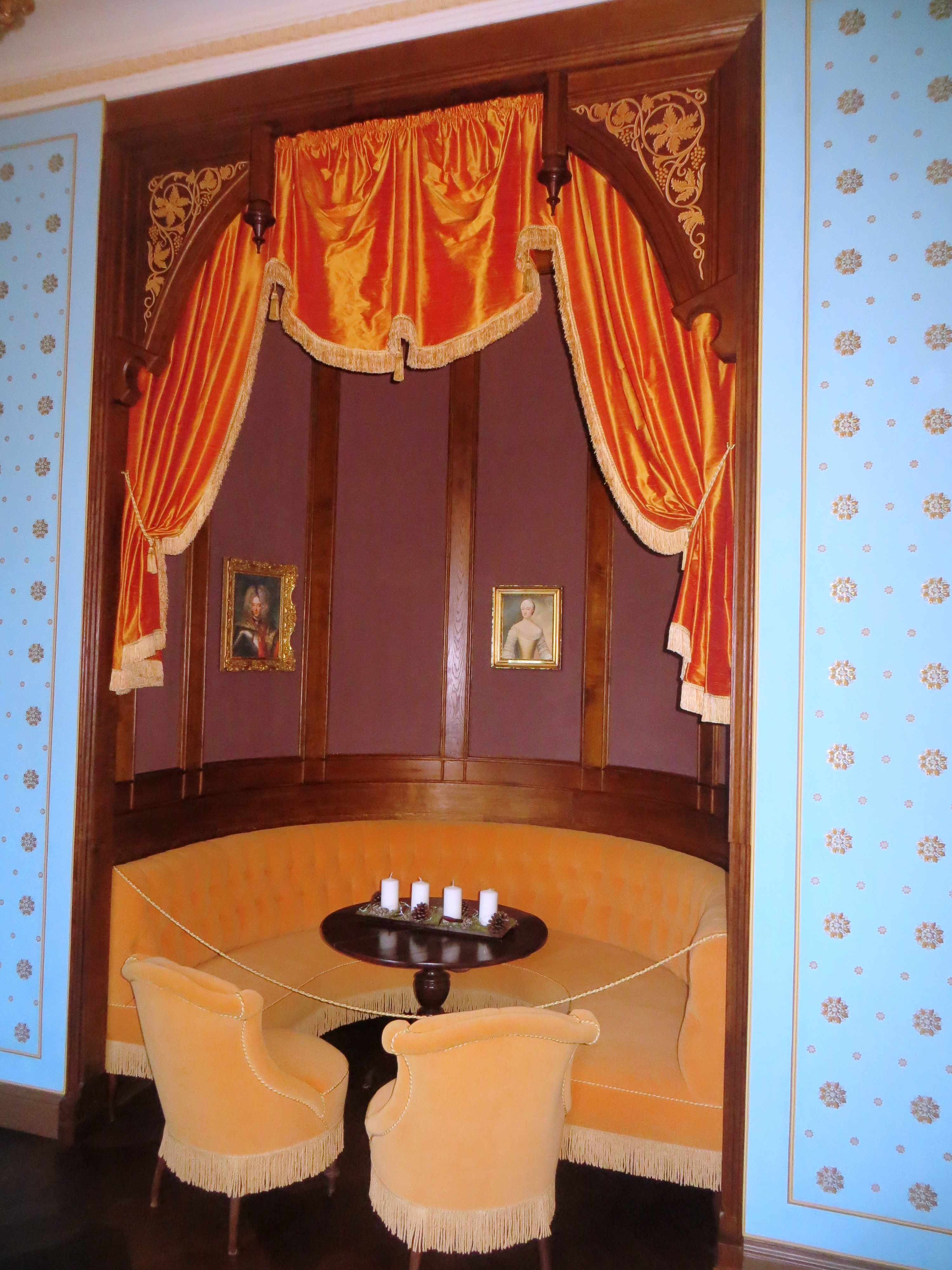
Nis in de burcht
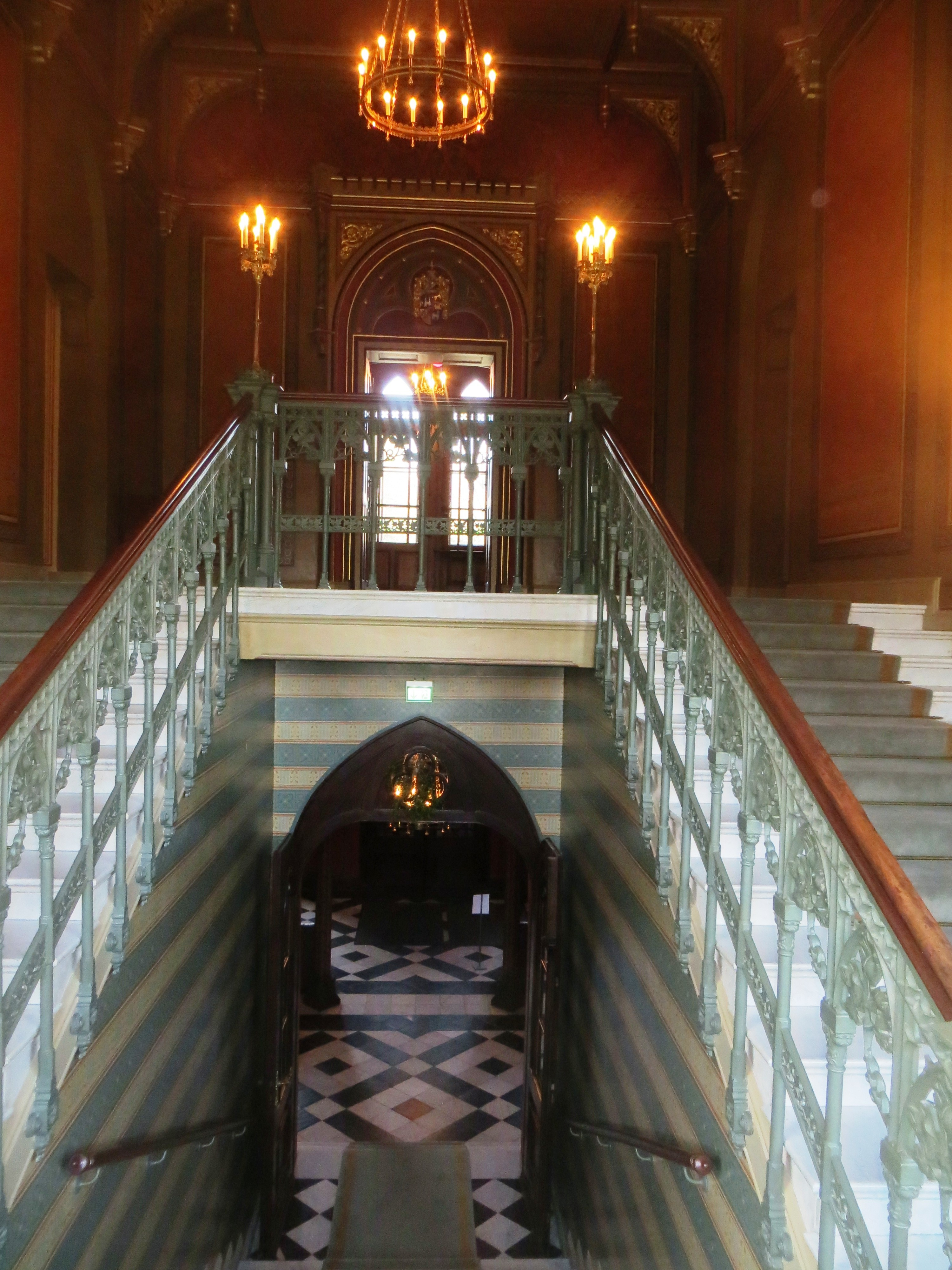
Het trappenhuis in de burcht

## Weblinks
- www.evenburg.landkreis-leer.de Website van het kasteel